# Starynki (rejon dzierżyński)
Starynki, Starzynki (biał. Старынкі, Starynki; ros. Старинки, Starinki) – wieś na Białorusi, w obwodzie mińskim, w rejonie dzierżyńskim, w sielsowiecie Borowa.

## Historia
W Rzeczypospolitej Obojga Narodów leżały w województwie mińskim, w powiecie mińskim. Do końca XVIII w. stanowiły centrum klucza starzyńskiego w należącym do Radziwiłłów hrabstwie kojdanowskim. W 1740 w kilkunastu wsiach i 25 zaściankach klucza starzyńskiego było 392 domów ziemiańsko-bojarskich czynszowych i 328 domów włościańskich. Starzynki odpadły od Rzeczypospolitej w 1793 w wyniku II rozbioru.
W XIX i w początkach XX w. wieś, majątek ziemski i dwa folwarki położone w Rosji, w guberni mińskiej, w powiecie mińskim, w gminie Rubieżewicze. Majątek poradziwiłłowski od 1825 należał do Łęskich i obejmował propinację z własnym browarem, młyn i arendy dające ok. 2000 rubli dochodu. Znajdowały się tutaj dwór szlachecki i murowana prawosławna cerkiew parafialna pw. śś. Piotra i Pawła, fundacji Aleksandra Łęskiego.
Po I wojnie światowej pod administracją polską, w Zarządzie Cywilnym Ziem Wschodnich, w okręgu mińskim, w powiecie mińskim, w gminie Rubieżewicze.
W wyniku postanowień traktatu ryskiego znalazły się w granicach Związku Sowieckiego. W latach 1932–1937 w Polskim Rejonie Narodowym im. Feliksa Dzierżyńskiego. Od 1991 w niepodległej Białorusi.

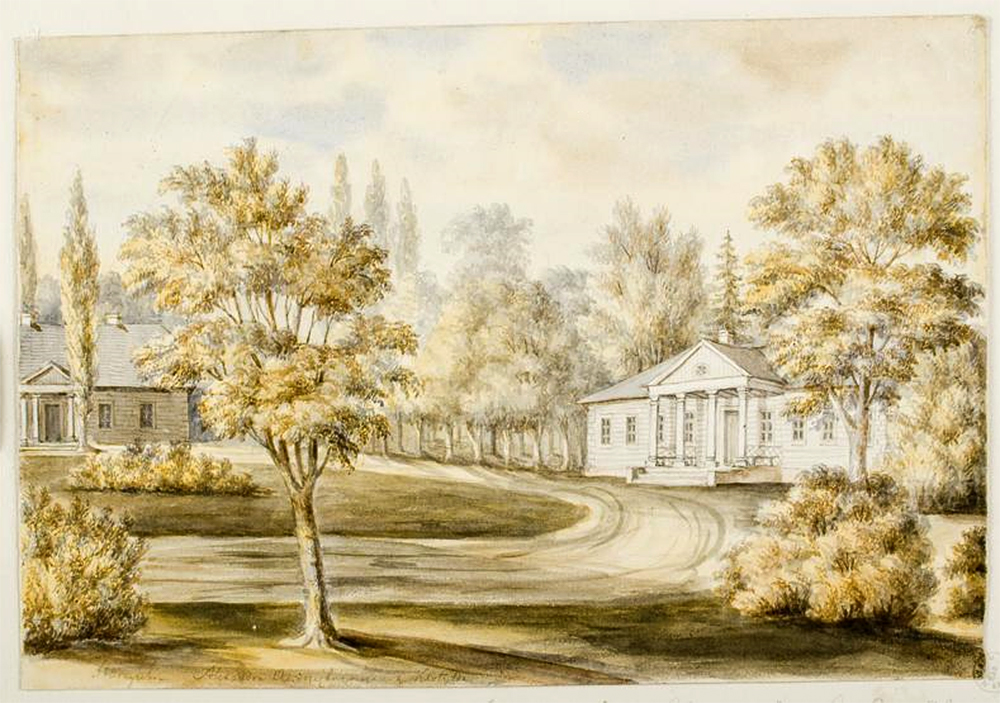
dwór w Starynkach na rysunku Napoleona Ordy
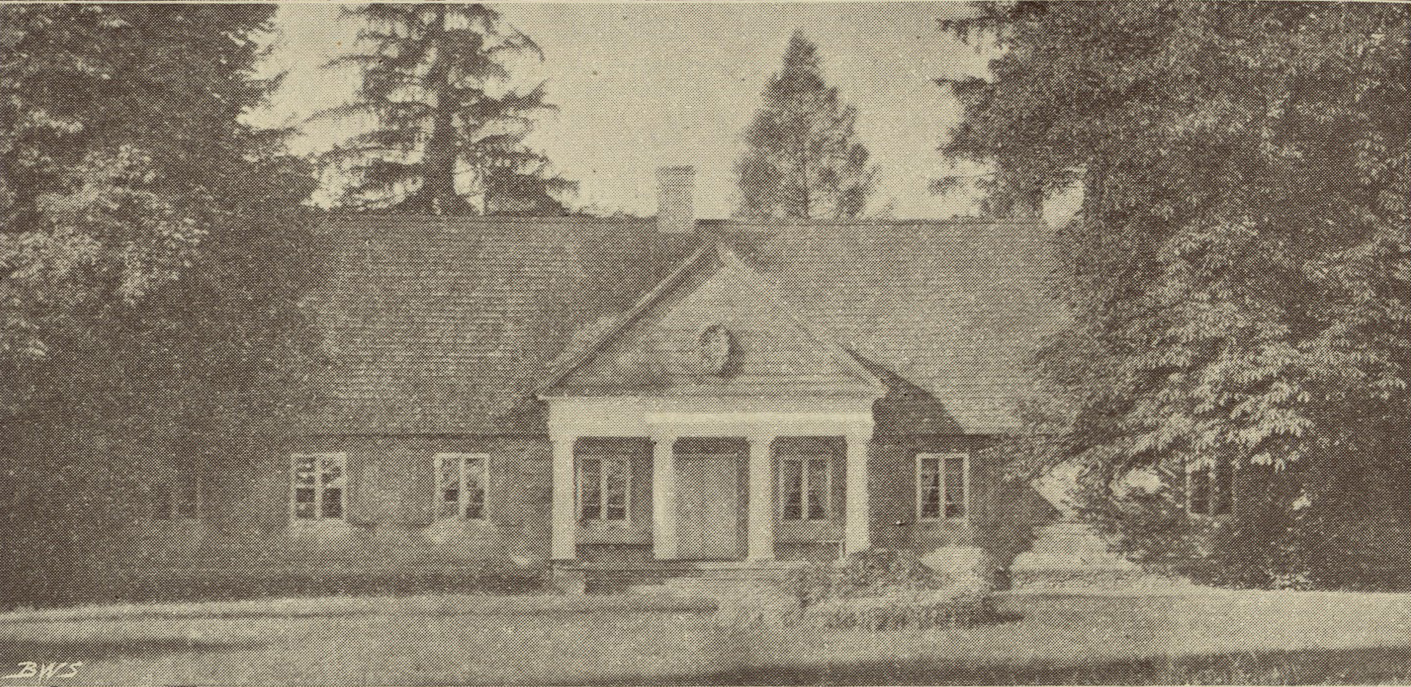
dwór w Starynkach w 1907